# Episodi di Satisfaction (terza stagione)
La terza stagione della serie televisiva Satisfaction è stata trasmessa in Australia dall'8 dicembre 2009 al 9 febbraio 2010 su Showtime Australia.
In Italia la stagione è andata in onda dal 1º novembre 2010 al 3 gennaio 2011 su Fox Life.
| nº | Titolo originale        | Titolo italiano               | Prima TV USA     | Prima TV Italia  |
| -- | ----------------------- | ----------------------------- | ---------------- | ---------------- |
| 1  | Amy                     | La nuova arrivata             | 8 dicembre 2009  | 1º novembre 2010 |
| 2  | Tess                    | Una questione di acuti        | 15 dicembre 2009 | 8 novembre 2010  |
| 3  | Out of Tune             | Incertezza                    | 22 dicembre 2009 | 15 novembre 2010 |
| 4  | Sheik Your Booty        | Gelosia                       | 29 dicembre 2009 | 22 novembre 2010 |
| 5  | Non Standard Package    | Niente legami                 | 5 gennaio 2010   | 29 novembre 2010 |
| 6  | Staples, Guns and Roses | Per una puntina di troppo...  | 12 gennaio 2010  | 6 dicembre 2010  |
| 7  | Playthings              | Che è successo l'altra notte? | 19 gennaio 2010  | 13 dicembre 2010 |
| 8  | Not Vanilla             | Il parto                      | 26 gennaio 2010  | 20 dicembre 2010 |
| 9  | Bug Crush               | Come non farsi coinvolgere    | 2 febbraio 2010  | 27 dicembre 2010 |
| 10 | Lifesavers              | Salvatori                     | 9 febbraio 2010  | 3 gennaio 2011   |